# Staysman
Stian Thorbjørnsen (* 10. März 1982) ist ein norwegischer Sänger, Songwriter, Teilnehmer an Reality-Formaten und Moderator. In der Öffentlichkeit nutzt er meist den Künstlernamen Staysman.

## Leben
Thorbjørnsen wuchs in Gressvik, einem Ort in der heutigen Kommune Fredrikstad, auf. Er gehörte sechs Jahre lang den norwegischen Streitkräften an. Jeweils eine Zeit lang war er als Soldat in Kosovo und Afghanistan im Einsatz. Gemeinsam mit Lasse Jensen gründete er im Jahr 2009 das Musikduo Staysman og Lazz. Die beiden wurden vor allem für Partymusik bekannt. Nach eigenen Angaben nahm er, um mehr Aufmerksamkeit für das Duo zu erlangen, im Jahr 2012 an der vierten Staffel der bei TV 3 ausgestrahlten Reality-Show Paradise Hotel teil. Im Jahr 2014 gab das Duo das Album Helt sykt store hits heraus, mit welchem es sich mehrere Wochen in den norwegischen Albumcharts halten konnte. Es gelang ihnen zudem, die im Jahr 2014 meistgespielten Künstler mit norwegischsprachigen Liedern zu werden. Das Duo nahm am Melodi Grand Prix 2015, dem norwegischen Vorentscheid für den Eurovision Song Contest 2015, teil. Dort traten die beiden mit dem Lied En godt stekt pizza, an dem Thorbjørnsen als Songwriter beteiligt war, an. Das Lied erreichte bereits vor dem Finale über eine Million Streams beim Streamingdienst Spotify und zählte zu den Favoriten. Bei den Kritiken der meisten norwegischen Medien erhielt das Lied jedoch nur einen von sechs möglichen Punkten. Das Duo erreichte im MGP-Finale schließlich den dritten Platz.
Thorbjørnsen wirkte im Herbst 2015 bei der bei TV 2 ausgestrahlten Tanzshow Skal vi danse mit. Dort erreichte er im Finale den zweiten Platz hinter der Sängerin Adelén. Im darauffolgenden Jahr moderierte er gemeinsam mit Christine Dancke das Konzert VG-lista Topp 20, das live im Fernsehen übertragen wurde. Im selben Jahr veröffentlichte er seine Autobiografie How to become a norsk superkjendis. Thorbjørnsen wirkte in der im Jahr 2018 ausgestrahlten Staffel der Reality-Show Farmen kjendis mit. Ab 2018 moderierte er im Norsk rikskringkasting (NRK) zwei Staffeln des Musikquiz 10 på topp, bevor dieses abgesetzt wurde. Die Show war Teil der als Gullrekka bezeichneten NRK-Sendezeit am Freitagabend.
Thorbjørnsen war an der im Jahr 2020 aufgezeichneten elften Staffel der bei TV 2 ausgestrahlten Musikshow Hver gang vi møtes beteiligt. Zudem gab er in der zweiten Staffel der NRK-Serie Rådebank sein Schauspieldebüt, als er die Rolle als Autohändler übernahm. Im Jahr 2021 nahm Thorbjørnsen erneut am Melodi Grand Prix teil. Dieses Mal bildete er gemeinsam mit Dag Ingebrigtsen, Rune Rudberg und Lars Erik Blokkhus die Band Landeveiens Helter. Die Gruppe trat im vierten Halbfinale mit dem Lied Alt det der auf, wobei es sich um das erste Werk der Band handelte. Im Halbfinale konnte sich die Band nicht für das Finale qualifizieren und sie schied schließlich in der „Letzten Chance“ aus. Ende des Jahres wirkte Thorbjørnsen an einer Episode der Musikshow Norges nye megahit mit, bei der Prominente mit Hilfe von Musikern versuchen sollten, einen Hit zu schreiben. Er war dabei als Songwriter an dem von der ehemaligen Snowboarderin gesungenen Lied Ludvig Daae beteiligt, das den ersten Platz in den norwegischen Charts erreichen konnte. Im Jahr 2022 moderierte er mit Katrine Moholt die letzte Staffel der Musikshow Allsang på Grensen. Thorbjørnsen war Teil der norwegisch-samischen Dokuserie Forbannelsen – Uhkádus, in der er gemeinsam mit Ole Rune Hætta angeblich verfluchte Orte besuchte. Im Jahr 2023 moderierte er mit Arian Engebø den Melodi Grand Prix 2023. Im Januar 2025 wurde er als neuer Moderator der NRK-Musikshow Stjernekamp angekündigt.
Gemeinsam mit dem unter dem Künstlernamen Katastrofe bekannt gewordenen Sänger Petter Bjørklund Kristiansen gründete er das Plattenlabel All In & Gg Music AS.

## Werke
- 2016: How to become a norsk superkjendis. Juritzen

## Filmografie
- 2021: Rådebank (Fernsehserie, 8 Folgen)

## Diskografie

### Staysman & Lazz (Alben)
| Jahr | Titel                | Höchstplatzierung, Gesamtwochen, AuszeichnungChartsChartplatzierungen (Jahr, Titel, Platzierungen, Wochen, Auszeichnungen, Anmerkungen) | Anmerkungen                            |
| Jahr | Titel                | NO | Anmerkungen                            |
| ---- | -------------------- | --- | -------------------------------------- |
| 2014 | Helt sykt store hits | NO14 (20 Wo.)NO | Erstveröffentlichung: 28. April 2014   |
| 2017 | Helt sykt Vol. 2     | NO26 (16 Wo.)NO | Erstveröffentlichung: 17. Februar 2017 |

Weitere Alben
- 2013: 1998–2008
- 2021: The Essential Staysman & Lazz

### Staysman & Lazz (Singles)
| Jahr | Titel Album                           | Höchstplatzierung, Gesamtwochen, AuszeichnungChartplatzierungen (Jahr, Titel, Album, Platzierungen, Wochen, Auszeichnungen, Anmerkungen) | Höchstplatzierung, Gesamtwochen, AuszeichnungChartplatzierungen (Jahr, Titel, Album, Platzierungen, Wochen, Auszeichnungen, Anmerkungen) | Anmerkungen                                                            |
| Jahr | Titel Album                           | NO | SE | Anmerkungen                                                            |
| ---- | ------------------------------------- | --- | --- | ---------------------------------------------------------------------- |
| 2013 | Se så glad nissen er Helt sykt Vol. 2 | NO6 Platin · (5 Wo.)NO | — | Erstveröffentlichung: 28. November 2013                                |
| 2015 | En godt stekt pizza Helt sykt Vol. 2  | NO13 Platin · (7 Wo.)NO | — | Erstveröffentlichung: 13. März 2015 Beitrag zum Melodi Grand Prix 2015 |
| 2015 | Lærerinna Helt sykt Vol. 2            | NO37 Platin · (2 Wo.)NO | — | Erstveröffentlichung: 14. August 2015 mit Innertier                    |
| 2016 | Alle gutta Helt sykt Vol. 2           | NO38 Platin · (2 Wo.)NO | — |                                                                        |
| 2016 | Tårnet til Carlsen Helt sykt Vol. 2   | NO40 ×2Doppelgold · (1 Wo.)NO | — | mit Simen Agdestein                                                    |
| 2017 | En siste gang Helt sykt Vol. 2        | NO21 Gold · (4 Wo.)NO | — |                                                                        |
| 2017 | Om 100 år er allting glemt –          | NO36 (1 Wo.)NO | — | Erstveröffentlichung: 22. Dezember 2017 mit Lothepus                   |
| 2019 | Trenger en mann –                     | NO5 Platin · (16 Wo.)NO | — | Erstveröffentlichung: 10. Mai 2019 mit DJ Fistmagnet                   |
| 2020 | En kasse pils alene –                 | NO100 (1 Wo.)NO | — | Erstveröffentlichung: 13. März 2020                                    |
| 2020 | Fredag –                              | NO3 Platin · (11 Wo.)NO | SE92 (1 Wo.)SE | Erstveröffentlichung: 5. Juni 2020 mit Ringnes-Ronny                   |

Weitere Singles
- 2012: Frøken Möet – Trekant (NO: Platin)
- 2013: Uten sko (NO: ×2Doppelgold )
- 2014: Ah Ah Ah (NO: Gold)
- 2014: Brun og blid (mit Katastrofe und MMB, NO: Platin)

### Solo (Alben)
| Jahr | Titel                    | Höchstplatzierung, Gesamtwochen, AuszeichnungChartsChartplatzierungen (Jahr, Titel, Platzierungen, Wochen, Auszeichnungen, Anmerkungen) | Anmerkungen                         |
| Jahr | Titel                    | NO | Anmerkungen                         |
| ---- | ------------------------ | --- | ----------------------------------- |
| 2022 | Norge rundt med Staysman | NO26 (1 Wo.)NO | Erstveröffentlichung: 29. Juni 2022 |

### Solo (Singles)
| Jahr | Titel Album                       | Höchstplatzierung, Gesamtwochen, AuszeichnungChartsChartplatzierungen (Jahr, Titel, Album, Platzierungen, Wochen, Auszeichnungen, Anmerkungen) | Anmerkungen                                                                                               |
| Jahr | Titel Album                       | NO | Anmerkungen                                                                                               |
| ---- | --------------------------------- | --- | --- |
| 2014 | Bleik og sur –                    | NO11 (9 Wo.)NO | mit Katastrofe und M.M.B                                                                                  |
| 2021 | Alt det der –                     | NO27 (2 Wo.)NO | Erstveröffentlichung: 1. Februar 2021 als Teil von Landeveiens Helter, Beitrag zum Melodi Grand Prix 2021 |
| 2021 | Bøgda Bassen i bagasjen           | NO5 ×3Dreifachplatin · (24 Wo.)NO | Erstveröffentlichung: 19. März 2021 mit Hagle                                                             |
| 2021 | Du får aldri se meg naken igjen – | NO34 (1 Wo.)NO | Erstveröffentlichung: 21. Mai 2021                                                                        |
| 2021 | Hyttetur –                        | NO34 (1 Wo.)NO | Erstveröffentlichung: 29. Oktober 2021 mit Halva Priset                                                   |
| 2022 | Hytta mi Norge rundt med Staysman | NO16 Gold · (2 Wo.)NO | Erstveröffentlichung: 25. Februar 2022 mit Halva Priset                                                   |
| 2023 | Gamleveien –                      | NO9 Gold · (6 Wo.)NO | Erstveröffentlichung: 31. März 2023 mit Hagle und Sputnik                                                 |
| 2023 | Fyll & Faenskap –                 | NO38 (1 Wo.)NO | Erstveröffentlichung: 13. Oktober 2023 mit Sofie Svensson & Dom Där                                       |
| 2024 | Heidi –                           | NO27 (1 Wo.)NO | Erstveröffentlichung: 18. Oktober 2024 mit Sander Elstad                                                  |
| 2024 | Raggarnissen –                    | NO15 (6 Wo.)NO | Erstveröffentlichung: 22. November 2024 mit Sandra Lyng und Hagle                                         |
| 2025 | Svenskejævel –                    | NO4 (2 Wo.)NO | Erstveröffentlichung: 26. Februar 2025 mit Katastrofe, TIX, Ylvis und Alexander Rybak                     |
| 2025 | Singel til jeg dør –              | NO28 (1 Wo.)NO | Erstveröffentlichung: 7. März 2025                                                                        |
| 2025 | Flesk og duppe –                  | NO29 (2 Wo.)NO | Erstveröffentlichung: 14. März 2025 mit Halva Priset, Rune Rudberg und Plumbo                             |

Weitere Singles
- 2018: Muggene er megasvære (elsker øl) (mit DJ Anton, NO: Gold)
- 2018: Muggene er megasvære (NO: Gold)
- 2022: Bad Booty (mit Robin Stones, NO: Gold)